# Krasnye Vorota
Krasnye Vorota (in russo Красные ворота?), che letteralmente significa Porte Rosse (la piazza dove vi era il tristemente famoso arco, detto "Porte Rosse"), è una stazione della Metropolitana di Mosca, posta sulla Linea Sokol'ničeskaja.
Progettata dagli architetti Ivan Fomin e N.N. Andrikanis, fu inaugurata il 15 maggio 1935 insieme alle altre stazioni della prima tratta della metropolitana di Mosca. Krasnye Vorota presenta mura ricoperte in piastrelle bianche e piloni ricoperti di marmo rosso scuro Shrosha che proviene dalla Georgia. Uno dei modelli della stazione fu esibito all'Esposizione Universale di Parigi nel 1938, e gli fu assegnato un Gran Premio.
Krasnye Vorota fu una delle prime stazioni di Mosca con quattro livelli, e una delle prime due ad impiegare un design a tre arcate, con tre tunnel circolari paralleli. In questo tipo di stazione, i tunnel esterni (che ospitano le rotaie e le banchine) sono separati dalla grande sala centrale da pesanti pilastri. Questo progetto fu creato per essere utilizzato in quattro delle stazioni centrali della prima linea di metropolitana, cioè Krasnye Vorota, Čistiye Prudy, Lubjanka, e Ochotnyj Rjad. Tuttavia, a causa delle difficoltà di costruzione, a Lubjanka e a Čistiye Prudy fu impiegato un più semplice modello con sole due arcate.
I lavori a Krasnye Vorota iniziarono nella primavera del 1932 e procedettero rapidamente, nonostante le paure secondo le quali il suolo avrebbe fatto cedere il soffitto a tre arcate. La stazione aprì infine il 15 maggio 1935.
L'ingresso originale di Krasnye Vorota è un edificio a forma di conchiglia, progettato da Nikolaj Ladovskij, e che sta sul lato sud di Sadovoe Kolco. Un secondo ingresso, costruito al piano terra del grattacielo in Piazza della Porta Rossa (architetto Aleksej Duškin), fu completato nel 1953.
Nel 1952, in questa stazione, fu installato il primo tornello della Metropolitana di Mosca. Dal 1962 al 1986 la stazione ebbe nome Lermontovskaja in onore dell'autore russo Mikhail Lermontov. Esiste ancora un busto di Lermontov al termine della banchina.